# Quadrangle de Lunae Palus

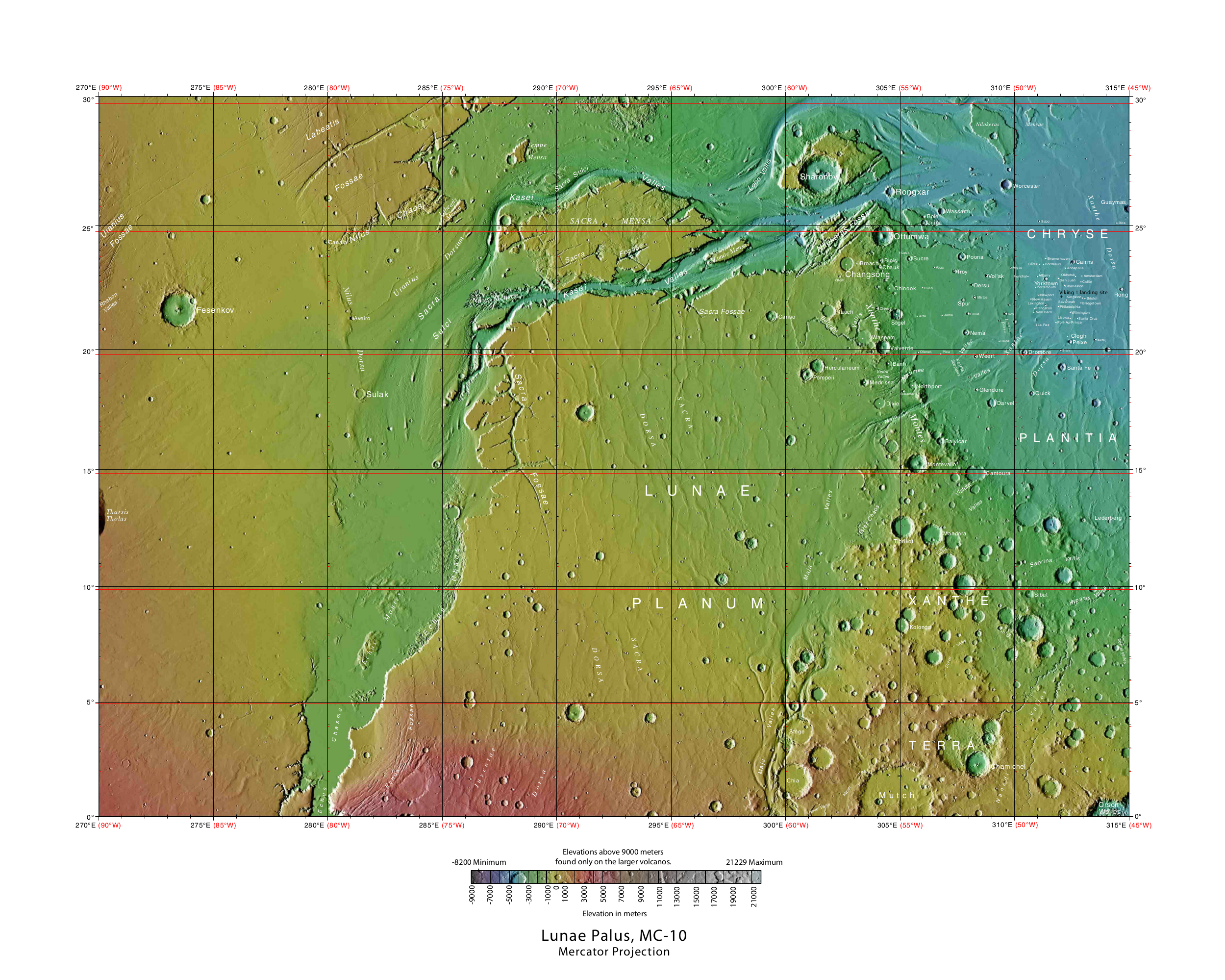
Quadrangle de Lunae Palus (MC-10 LUN)

Dans le cadre de la géographie de la planète Mars, le quadrangle de Lunae Palus  — également identifié par le code USGS MC-10 — désigne une région martienne définie par des latitudes comprises entre 0° et 30° N et des longitudes comprises entre 270° et 315° E.
C'est dans cette région que la sonde Viking 1 s'est posée en 1976.